# Vintilă Șiadbei
Vintilă Gh. Șiadbei (n. 27 mai 1898, Fălticeni - d. aprilie 1944, Zlatna, Alba) a fost un astronom român. Prin studiile și cercetările sale a contribuit la cunoașterea orbitelor cometelor, eclipselor de Soare și de Lună, mișcările stelelor, nebuloaselor, meteorilor, strălucirea stelelor novae. De remarcat este și faptul că a precizat că orbita cometei Ensor (1925 I) este hiperbolică, a determinat elementele acesteia. A introdus o nouă metodă de calcul a traiectoriilor meteorilor.
Studiile universitare le-a efectuat la Iași, în 1919 fiind licențiat în matematici, iar în 1939 a devenit doctor în matematici  având specialitatea în astronomie, titlu conferit de Universitatea din București. În lucrarea de doctorat, Cercetări asupra mișcării meteorilor, a studiat variația frecvenței diurne și anuale a meteorilor, stabilind în acest sens și o metodă grafică pentru determinarea acestor mișcări.
Între 1919-1940 a fost asistent, iar între 1940-1944 conferențiar ambele funcții la catedra de astronomie a Unversității din Iași.
Între 1927-1929 a fost bursier la Paris, lucrând ca stagiar la Observatorul Astronomic din Paris, condus la acea vreme de Jules Baillaud.

## Lucrări
- Beobachtungen der partiellen Mondfinsternis 1925 (1925)
- Orbite de la comete 1924 II (1928)
- Mouvements des nebuleusesspirales dans l'espace (1929)
- Sur les radiants apparents des grands meteors (1931)